# Ochetostoma hornelli
Ochetostoma hornelli är en djurart som tillhör fylumet skedmaskar, och som först beskrevs av Prashad 1921.  Ochetostoma hornelli ingår i släktet Ochetostoma och familjen Echiuridae. Inga underarter finns listade i Catalogue of Life.